# 리옹 (퓌드돔주)

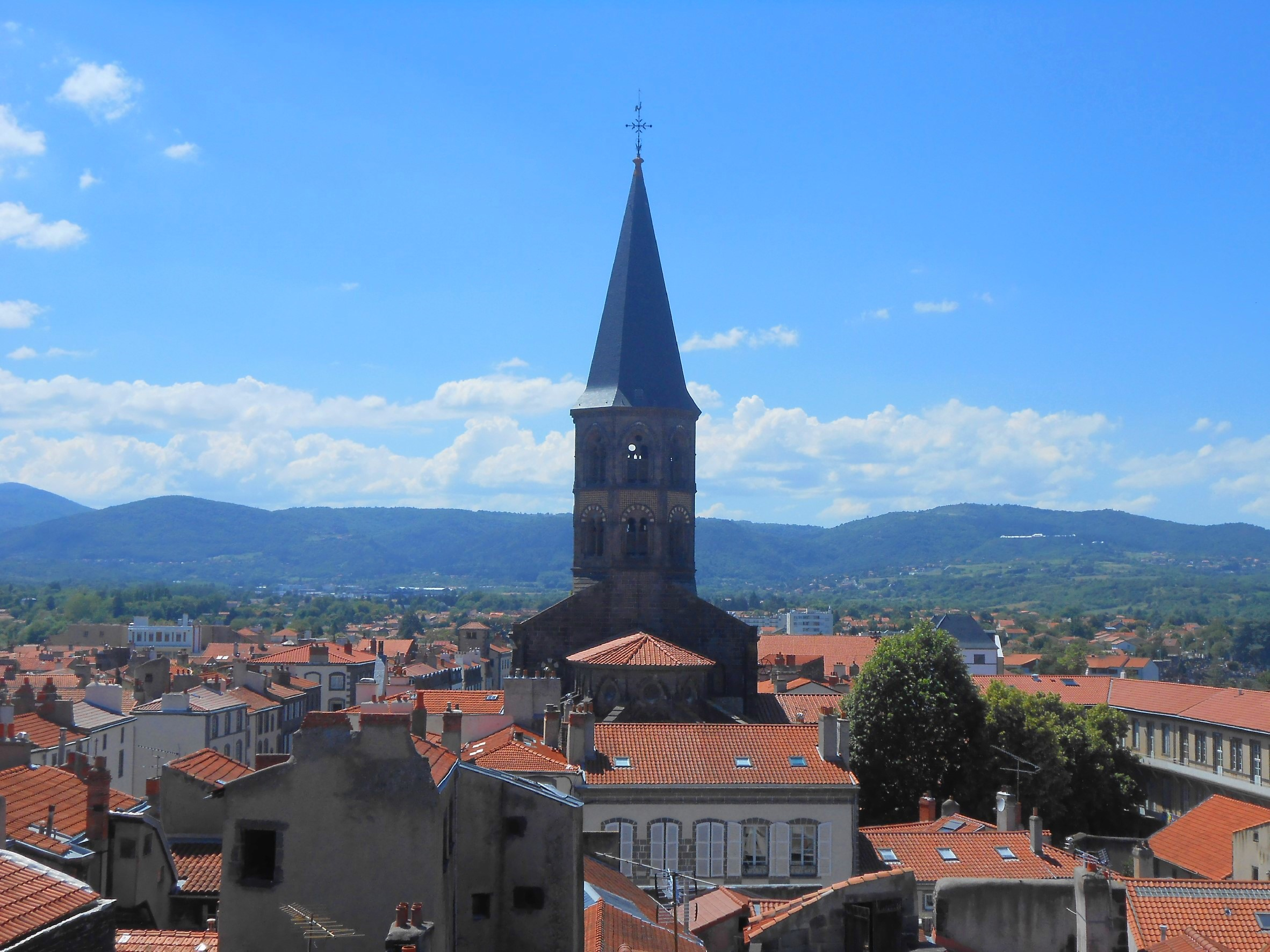

리옹(프랑스어: Riom)은 프랑스 중부 오베르뉴 퓌드돔 주의 코뮌이다.

## 같이 보기
- 퓌드돔주의 코뮌 목록